# Charles W. Gilmore
Charles Whitney Gilmore (1874 – 1945) byl americký paleontolog, který pojmenoval několik dinosaurů pocházejících ze Severní Ameriky a Mongolska. Jmenovitě jsou to tito: Alamosaurus, Alectrosaurus, Archaeornithomimus, Bactrosaurus, Brachyceratops, Chirostenotes, Mongolosaurus, Parrosaurus, Pinacosaurus, Styracosaurus a Thescelosaurus.

## Dílo
Gilmore dále vedle popisu a pojmenování dinosaurů sepsal několik monografií, například monografii o rodu Stegosaurus z roku 1914, monografii o masožravých dinosaurech z roku 1920, recenzi z roku 1936 Apatosaurus, nebo nejvíce známou studii mláděte dinosaura rodu Camarasaurus (r. 1925).
V roce 1979 byl po tomto vědci pojmenován asijský ornitopodní dinosaurus rodu Gilmoreosaurus.